# More than I love you 〜365のキセキ〜 with MAY'S
「More than I love you 〜365のキセキ〜 with MAY'S」（モアザンアイラブユー 365のキセキ ウィズ メイズ）は、SOFFetのシングル。2009年9月30日にrhythm zoneから発売された。

## 概要
ストレートなラブソングに女性シンガーをフィーチャーした曲を作りたいということで、MAY'Sの片桐舞子にオファーし制作されたナンバー。
レコチョクでは発売前の8月19日から着うたを先行配信したことに加え、【SOFFet with MAY'S レコチョクスペシャル企画】と題した企画を設けた。内容は「世界に一つだけのCDをGET！史上初！365パターンジャケット/365枚限定盤リリース!!」とし、先着365名限定で申し込んだ人のカップル写真を1枚ずつデザインした365パターンのオリジナルジャケットを作成し、SOFFetからの直筆メッセージを入れ、世界に1枚だけのオリジナルCDを作成するというものだった。ちなみにCDの内容自体は通常のものと同じ。
歌ネットモバイルでは、同曲をモチーフにしたケータイ小説が公開された。

## 収録曲
1. More than I love you 〜365のキセキ〜 with MAY'S
（作詞：YoYo, GooF, 片桐舞子 / 作曲：YoYo, 片桐舞子 / 編曲：YoYo, 山口隆志）
テレビ朝日系『FUTURE TRACKS→R』9月度 PICK UP ARTIST
テレビ東京系『JAPAN COUNTDOWN』9月オープニングテーマ
過去の恋愛でプチトラウマを抱えた女の子を、男の子のストレートな気持ちで包み込む様なラブソングとなっている。
2. More than I love you 〜365のキセキ〜 with MAY'S -Instrumental-